# شهریاران سرعت (فیلم ۱۹۱۳)
شهریاران سرعت (انگلیسی: The Speed Kings) یک فیلم کوتاه کمدی به کارگردانی ویلفرد لوکاس است که در سال ۱۹۱۳ منتشر شد.

## گزیدهٔ بازیگران
- فورد استرلینگ
- میبل نورماند
- راسکو آرباکل
- بیلی جیکوبس
- بارنی اولدفیلد در نقش خودش
- تدی تتزلاف در نقش خودش
- ارل کوپر در نقش خودش